# Авторское право в Азербайджане
Авторское право в Азербайджане — отрасль права Азербайджана.

## Общие сведения
Азербайджан является членом Всемирной организации интеллектуальной собственности.
Состояние авторского права, смежных прав и их защита регулируется Законом Азербайджана об авторском праве и смежных правах от 5 июня 1996 года. 
Закон  регламентирует отношения, которые возникают при создании или использовании научных и литературных произведений, а также произведений искусства. Также регулируются смежные права на исполнения, фонограммы, передачу организаций эфирного и кабельного вещания. В закон были внесены поправки в 2005, 2010 и 2013 годах.
Впервые охрана авторского права была внедрена в ст. 45 Конституции Азербайджанской ССР 1978 года.
Основными органами, обеспечивающими защиту авторского права и смежных прав являются Агентство интеллектуальной собственности Азербайджана и Центр обеспечения прав интеллектуальной собственности . Функционирует национальный реестр по защите авторских прав в Интернете. В случае нарушения авторских прав, обязательным является вмешательство Министерства внутренних дел.
В Азербайджане вводится система защиты авторских прав в информационной сети. Защита авторского права и смежных прав будет осуществляться при помощи цифрового мониторинга, а также лицензирования.
Официальная регистрация произведений была внедрена в 1996 году. С 1996 по 2024 год включительно Агентством интеллектуальной собственности Азербайджана зарегистрировано 16 228 произведений и объектов смежных прав, в том числе 2 125 в электронном формате.

## Правовая база
Азербайджан с 1995 года является членом Всемирной организации интеллектуальной собственности (ВОИС), с 1999 года — Бернской конвенции об охране литературных и художественных произведений, Женевской конвенции «Об охране интересов производителей фонограмм от незаконного воспроизводства их фонограмм» (2001), Римской конвенции «Об охране прав исполнителей, производителей фонограмм и организаций вещания» (2005).
С 2005 года  Азербайджан присоединился к договору ВОИС об исполнениях и фонограммах и договору об авторском праве.
25 декабря 1995 года Азербайджан присоединился к Евразийской патентной конвенции и вошёл в состав Евразийской патентной организации.
В области прав интеллектуальной собственности действуют закон «Об авторском праве и смежных правах» ( 1996), закон «О правовой охране топологий интегральных схем» (2002), закон  «О правовой охране выражений азербайджанского фольклора» (2003),  закон «О правовой охране баз данных» (2004).
За период деятельности Агентства было принято около сорока нормативно-правовых и законодательных актов в сфере интеллектуальной собственности. В том числе был принят закон «Об обеспечении прав интеллектуальной собственности и борьбе с пиратством».
Авторское право регулируется Гражданским кодексом, законом об авторском праве и смежных правах, иными законодательными актами Азербайджана.
Законодательные акты, связанные с авторским правом и смежными правами:
- закон о предпринимательстве (принят 15 декабря 1992 года)[18]
- закон о культуре (принят 21 декабря 2012 года)[19]
- закон о театрах (принят 26 декабря 2006 года)[20]
- закон о кинематографии (принят 3 июля 1998 года)[21]
- закон о телерадиовещании (принят 25 июня 2002 года)[22]
- закон о рекламе (принят 15 мая 2015 года)[23]
- закон об электронной коммерции (принят 1 января 2017 года)[24]
- закон об электронной подписи и электронном документообороте (принят 9 марта 2004 года)[25]

## Регулирование авторского права и смежных прав
Положения закона об авторском праве Азербайджана применяются в отношении:
- научных, литературных и художественных произведений, исполнений и фонограмм, принадлежащих к авторскому праву или смежных правам владельца, который является гражданином Азербайджана, или постоянно проживает на территории Азербайджана, или юридическое лицо
- научных, литературных и художественных произведений, опубликованных (выпущенных) впервые на территории Азербайджана. Произведения или фонограммы считаются также опубликованными (выпущенными) в первый раз при условии, что они являются опубликованными (выпущенными) в течение 30 дней на территории Республики Азербайджан после первого опубликования за пределами Азербайджана
- выступлений, которые прозвучали впервые на территории Республики Азербайджан или записанных на фонограммы, охраняемые в соответствии с пунктом 2 настоящего закона или которые не были записаны на фонограмму, но включены в передачу эфирной программы, защищённых в соответствии с пунктом 4 Закона
- эфир лиц, созданных в соответствии с законодательством Азербайджанской Республики, который обеспечивает вещание с помощью передатчиков, расположенных на территории Республики Азербайджан

Для защиты исключительных прав обладатель авторских и смежных прав может подать иск в суд.
При рассмотрении споров, связанных с авторским правом суд может помимо общих средств гражданско-правовой защиты, применять по требованию истца следующие меры:
- передать истцу доходы, получаемые от нарушения прав, вместо возмещения убытков
- оплата, вместо убытков или взыскание штрафа в сумме от 100 до 50 000 минимальных заработных плат

В случае предъявления иска в суд по вопросам защиты авторских и смежных прав истец не оплачивает государственные налоги[уточнить]. С целью обеспечения восстановления нарушенных авторских и смежных прав, уполномоченные органы обязаны принимать меры в соответствии с Гражданским процессуальным кодексом, уголовно-процессуальным кодекса и другими правовыми актами Республики Азербайджан.
Разделяются два вида информации: общедоступные (публичные) и закрытые (конфиденциальные).
К общедоступной информации относятся каждодневные новости, информационные статьи о событиях и фактах.
К закрытому типу информации — коммерческая тайна, служебная тайна, государственная тайна, личная или семейная тайна.
Объекты авторских прав защищены законом в течение 50 лет после смерти или с даты раскрытия информации для произведения анонимно или под псевдонимом. Имущественные права охраняются в течение 50 лет с даты исполнения. Обратный инжиниринг допустим лицами, правомерно владеющими программным обеспечением.
Минимальный размер авторского вознаграждения определяет соответствующий государственный орган исполнительной власти.
Направлениями государственной политики Азербайджана в области авторского права и смежных прав являются следующие:
- создание научных, литературных и художественных произведений, стимулирование деятельности по укрепление нравственных ценностей
- создание законодательной базы в области авторского права в соответствии с международным опытом
- создание государственного управления в области авторских и смежных прав
- совершенствование авторского права на территории других государств на основе развития международного сотрудничества

Агентство интеллектуальной собственности Азербайджана:
- обеспечивает надзор за исполнением законодательства об авторском праве и смежных прав
- представляет Азербайджан в международных организациях авторского права и смежных прав
- обеспечивает государственную регистрацию научных, литературных и художественных произведений
- обеспечивает регистрацию в установленном порядке и государственную регистрацию организации, управляющих имущественными правами на коллективной основе

## Статистика

### 2023
В 2023 году в Государственном реестре зарегистрирован 151 патент (из них 103 патента на изобретения), 36 патентов на полезные модели, 12 патентов на промышленные образцы. 87 патентов на изобретения выданы национальным правообладателям, 16 — иностранным юридическим лицам. Зарегистрировано 3 145 товарных знаков. Из них 2 541 принадлежал национальным заявителям, 604 — иностранным физическим и юридическим лицам. 
Зарегистрировано 4 аудиовизуальных произведения, 16 произведений в области дизайна, 7 произведений в области декоративно-прикладного искусства.
Зарегистрировано 29 авторских договоров о передаче прав.

### 2024
В 2024 году в Государственном реестре зарегистрировано 185 патентов (из них 128 патентов на изобретения), 43 патента на полезные модели, 14 патентов на промышленные образцы. 97 патентов на изобретения выданы национальным правообладателям, 31 — иностранным юридическим лицам. Зарегистрировано 2 844 товарных знака. Из них 2096 принадлежат национальным заявителям, 748 — иностранным физическим и юридическим лицам. 
Зарегистрировано 660 произведений, принадлежащих 346 авторам (правообладателям). 138 из них являются музыкальными. Зарегистрировано  96 аудиовизуальных произведений, 42 произведения в области дизайна, 16 — в области декоративно-прикладного искусства, 5 мультимедийных произведений, 32 компьютерные программы. Зарегистрировано 35 авторских договоров о передаче прав.   
543 произведения 306 авторов зарегистрированы в электронном формате. 
На 2024 год 159 (42,8 %) действующих патентов на изобретения в Азербайджане выданы в области химии и металлургии, 58 патентов (15,6 %) — в области строительства и горнодобывающей промышленности, 55 патентов (14,8 %) — в области обеспечения жизненных потребностей человека, 34 патента (9,2 %) — в области физики. Патенты выданы по Международной патентной классификации Всемирной организации интеллектуальной собственности.